# Villa Alsina
Villa Alsina, o conocida simplemente como Alsina, es una localidad argentina del partido de Baradero, provincia de Buenos Aires.
Se encuentra a 27 km de la ciudad de Baradero, en el km 127 de la ruta 9.
Cuenta con la estación Alsina del ferrocarril Mitre, pero esta no tiene operaciones.

## Historia
Alsina se fundó en 1886 como un asentamiento de colonos en un campo de la familia San Martín, con límites en el río Areco y lo que es hoy la fábrica Atanor.
La familia de Vicenta San Martín de Alsina y Faustino Alsina donó 73.000 m² de tierras que ocupa hoy el ferrocarril Mitre (Buenos Aires-Rosario).
La estación de ferrocarril fue construida en 1885 cuando por sus tierras pasaba la primera locomotora. Hoy la villa es frecuentada por pescadores y mantuvo un tamaño pequeño, de 2000 habitantes, característica que la mantiene como una villa rural de antaño y su estación como un gran valor simbólico del pueblo.

## Geografía

### Población
Cuenta con 1488 habitantes (Indec, 2010), lo que representa un incremento del 25 % frente a los 1184 habitantes (Indec, 2001) del censo anterior.
| Gráfica de evolución demográfica de Villa Alsina entre 1991 y 2010 |
|                                                                    |
| Fuente: Censos nacionales del INDEC                                |

Para el año 2020, cuenta con población cercana a los 2000 habitantes.

## Cultura
Fiesta del Locro y la Empanada
Todos los años se desarrolla para el 9 de julio la Fiesta del Locro y la Empanada, donde se presentan grupos folclóricos, asociaciones civiles y comisiones presentando sus trabajos.
También se realiza una feria artesanal y gastronómica donde han llegado a concurrir 5000 visitantes.
En el marco de festejos por la fundación del pueblo se realiza una feria todos los 10 de noviembre.
Villa Alsina en la cultura popular
Se hizo conocida por ser donde se desarrolla la historia de la película de 2019 La odisea de los giles. En locaciones del pueblo, como los galpones del ferrocarril, estación, calles y sobre todo en los silos y en las zonas rurales fueron filmadas las principales escenas de la película.